# Felipe Ramos
Felipe de Jesús Ramos Rizo (né le 10 mars 1963 à Mexico) est un ancien arbitre mexicain de football. Commençant en 1993, il devient arbitre international en 1997 et arrêta en 2008.

## Carrière
Il a officié dans des compétitions majeures : 
- Coupe du monde de football des moins de 20 ans 1999 (3 matchs)
- Gold Cup 2000 (2 matchs)
- Football aux Jeux olympiques d'été de 2000 (3 matchs dont la finale)
- Coupe du monde de football de 2002 (3 matchs)
- Gold Cup 2003 (2 matchs)